# Стіжок
Стіжо́к — село в Україні, у Шумській міській громаді Кременецького району Тернопільської області. Розташоване на півночі району. У зв'язку з переселенням мешканців з хутіра Майдан, хутір виведений з облікових даних. 
Населення — 368 осіб (2016).
Є пам'ятки природи — Стіжоцький сосняк, ботанічні заказники Стіжоцькі чорниці; гора-останець Стіжок.

## Історія
Поблизу села виявлено археологічні пам'ятки передкарпатської культури шнурової кераміки і давньоруської культури.
Перша писемна згадка — 1241 року як "град" (замок) Істожок, який витримав облогу туменів Батия. Село стоїть біля гори «Стіжок» (357 метрів заввишки) на вершині якої розміщувалось літописне місто.
1261 року внаслідок переговорів князя Василька Романовича з Бурундаєм оборонні укріплення Стіжка зруйнував Лев Данилович.
У XIV столітті Стіжок — королівське місто з обмеженою маґдебурґією, тут була тимчасова резиденція польського короля Казимира III. 1373 року Стіжок — окружний центр, від 1366 року належав Луцькому князеві Любарту, 1392 року — Левові Свидригайлу Ольгердовичу, 1545 року — князям Святополк-Четвертинським, згодом — князям Збаразьким і Вишневецьким.
Після польського повстання 1863 року село належало російському чиновникові графу Александру Вороніну. Діяли «Просвіта» та інші товариства.
1 жовтня 1933 року утворено ґміну Угорськ Кременецького повіту і село включено до неї.
9 травня 1943 року німецько-нацистські війська спалили Стіжок і вбили 53 жителя.
12 червня 2020 року, відповідно до розпорядження Кабінету Міністрів України № 724-р «Про визначення адміністративних центрів та затвердження територій територіальних громад Тернопільської області» село увійшло до складу Шумської міської громади.
19 липня 2020 року, в результаті адміністративно-територіальної реформи та ліквідації Шумського району, село увійшло до складу Кременецького району.

## Населення

### Мова
Розподіл населення за рідною мовою за даними перепису 2001 року:
| Мова       | Кількість | Відсоток |
| ---------- | --------- | -------- |
| українська | 495       | 99.8%    |
| російська  | 1         | 0.2%     |
| Усього     | 496       | 100%     |

## Пам'ятки
Церкви: Преображення Господнього (1872), Святої Трійці (обидві — муровані), 2 каплички.
Споруджено могилу воїнам ЧА (1951), пам'ятник жертвам нацизму та воїнам-односельцям, полеглим у німецько-радянській війні (1965).
Геологічна пам'ятка природи місцевого значення Гора «Стіжок» — гора-останець розташована між селами Стіжок й Антонівці, неподалік від гори Уніас.
Ботанічна пам'ятка природи місцевого значення Стіжоцький сосняк.

## Соціальна сфера
Працюють ЗОШ І-ІІ ступ., клуб, бібліотека, ФАП, Стіжоцький краєзнавчий музей, відділення зв'язку, торговельний заклад.

## Галерея

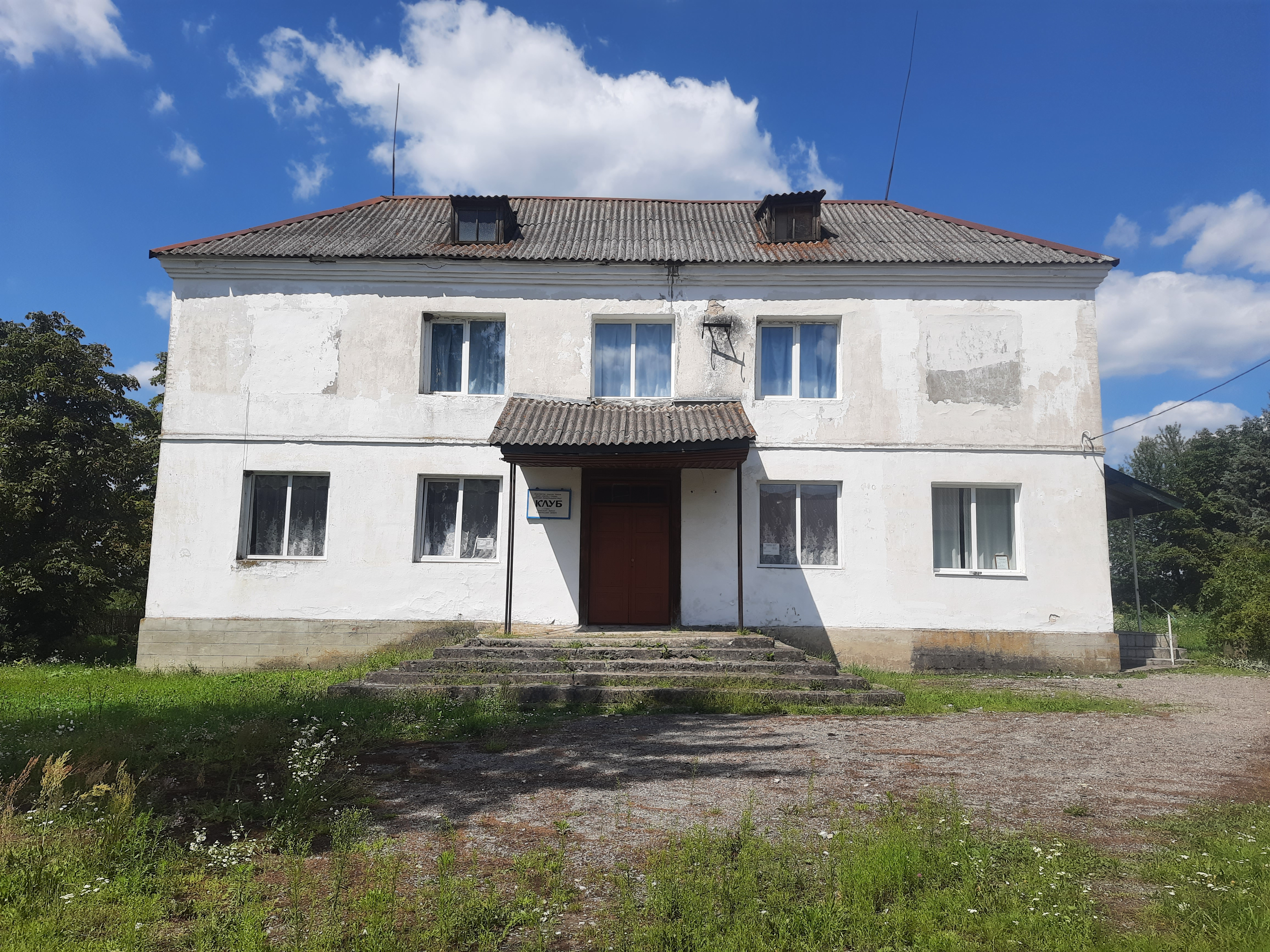
Клуб
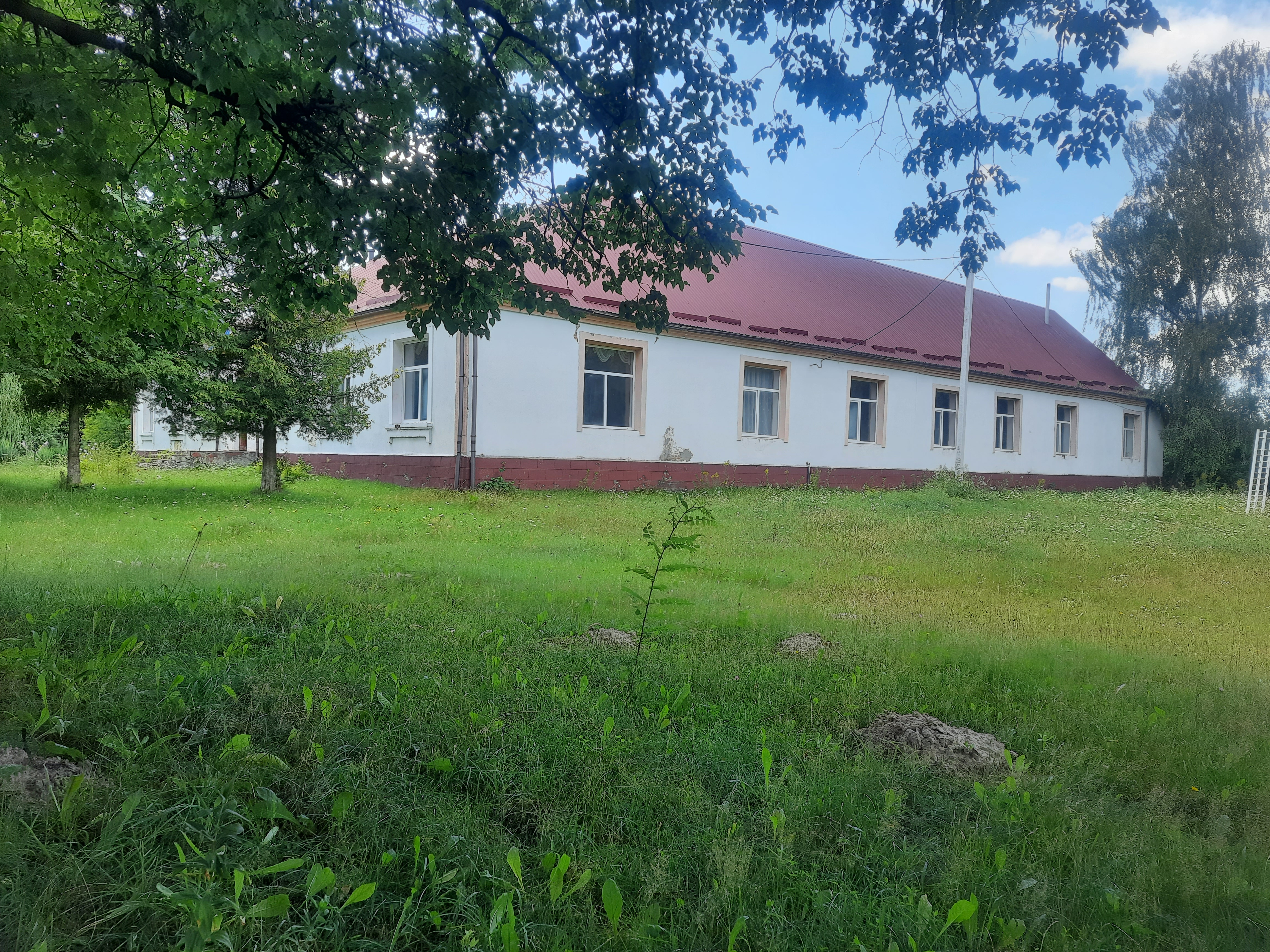
Школа
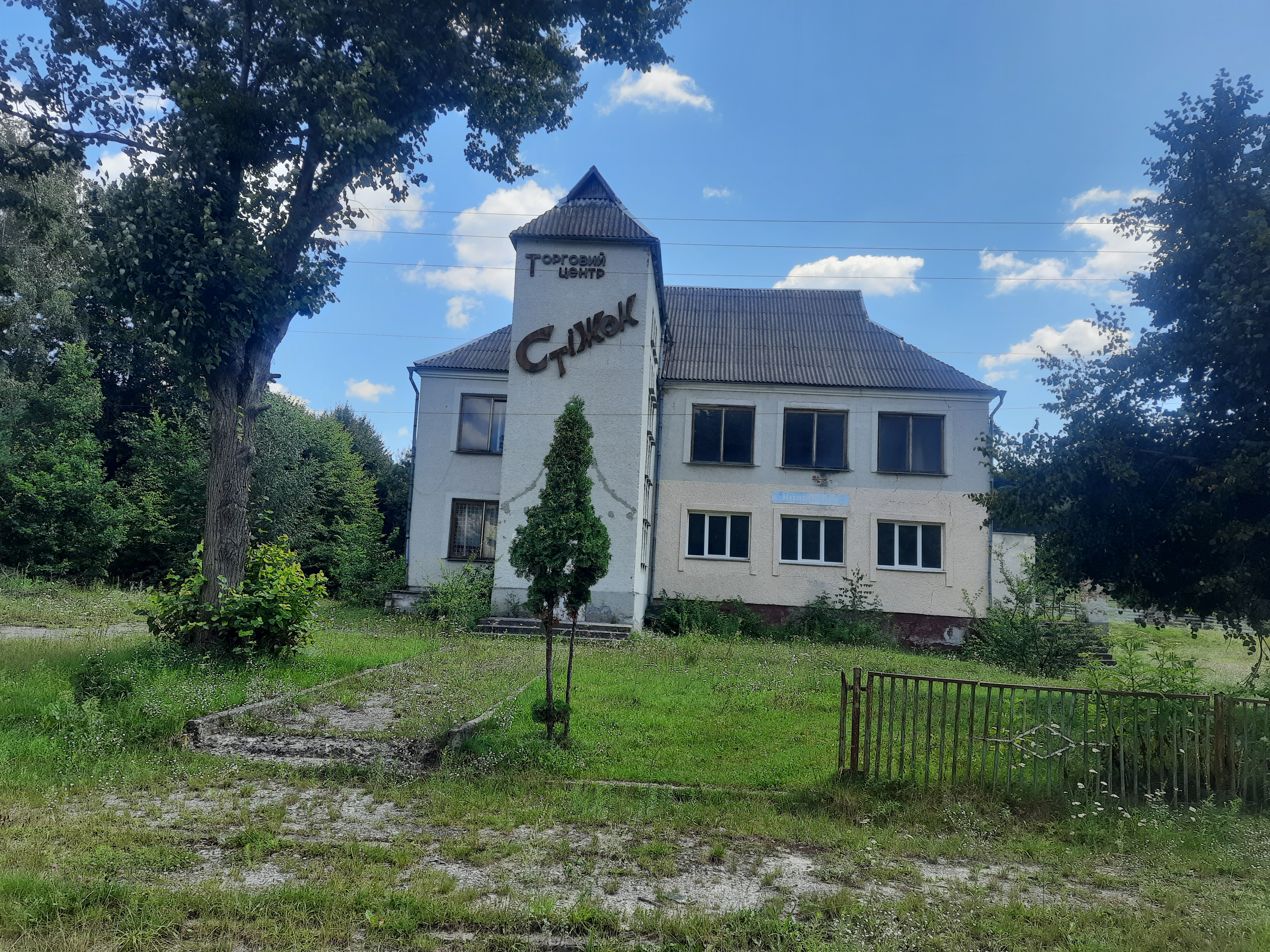
Торговий центр
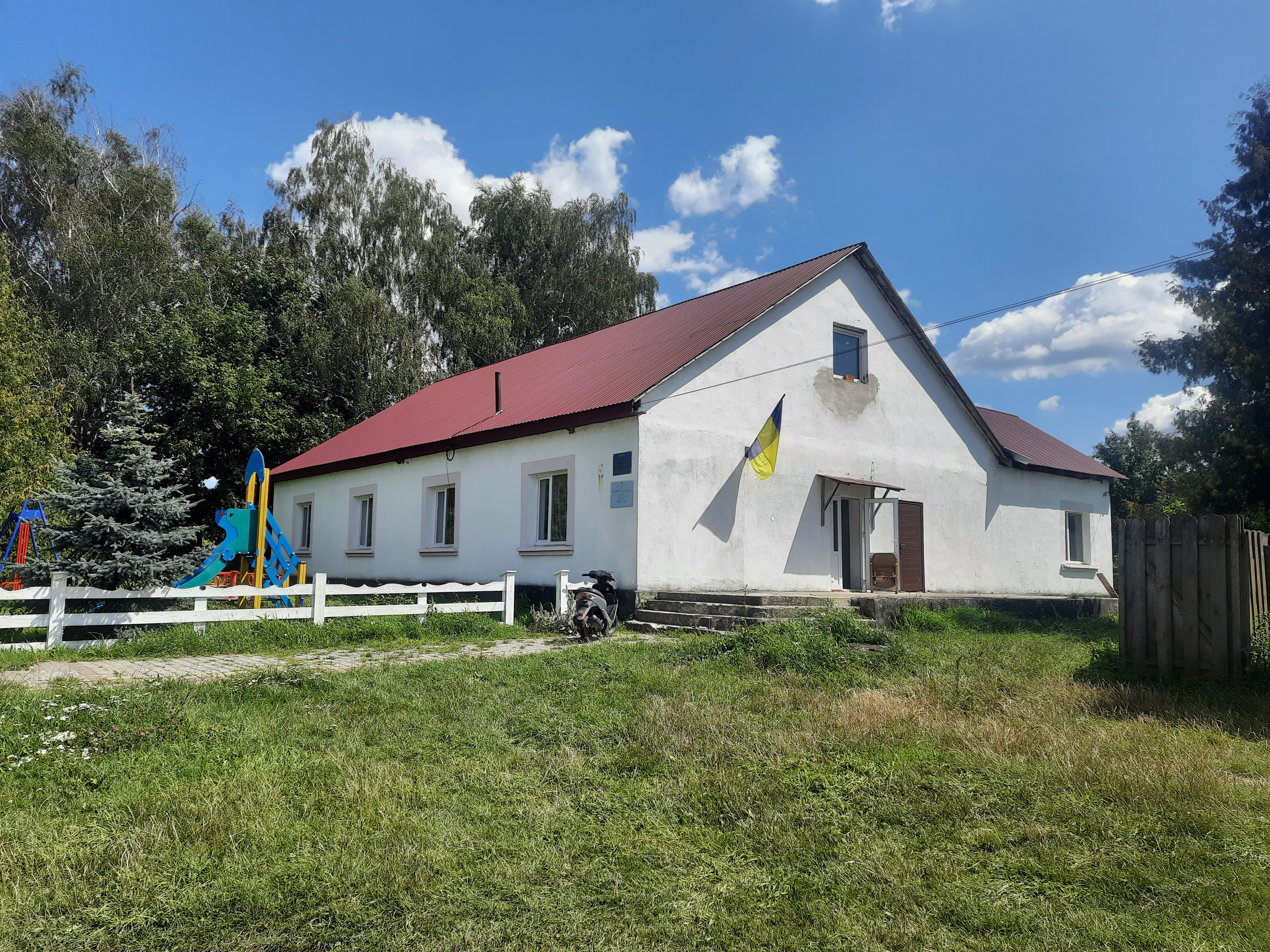
Старостат
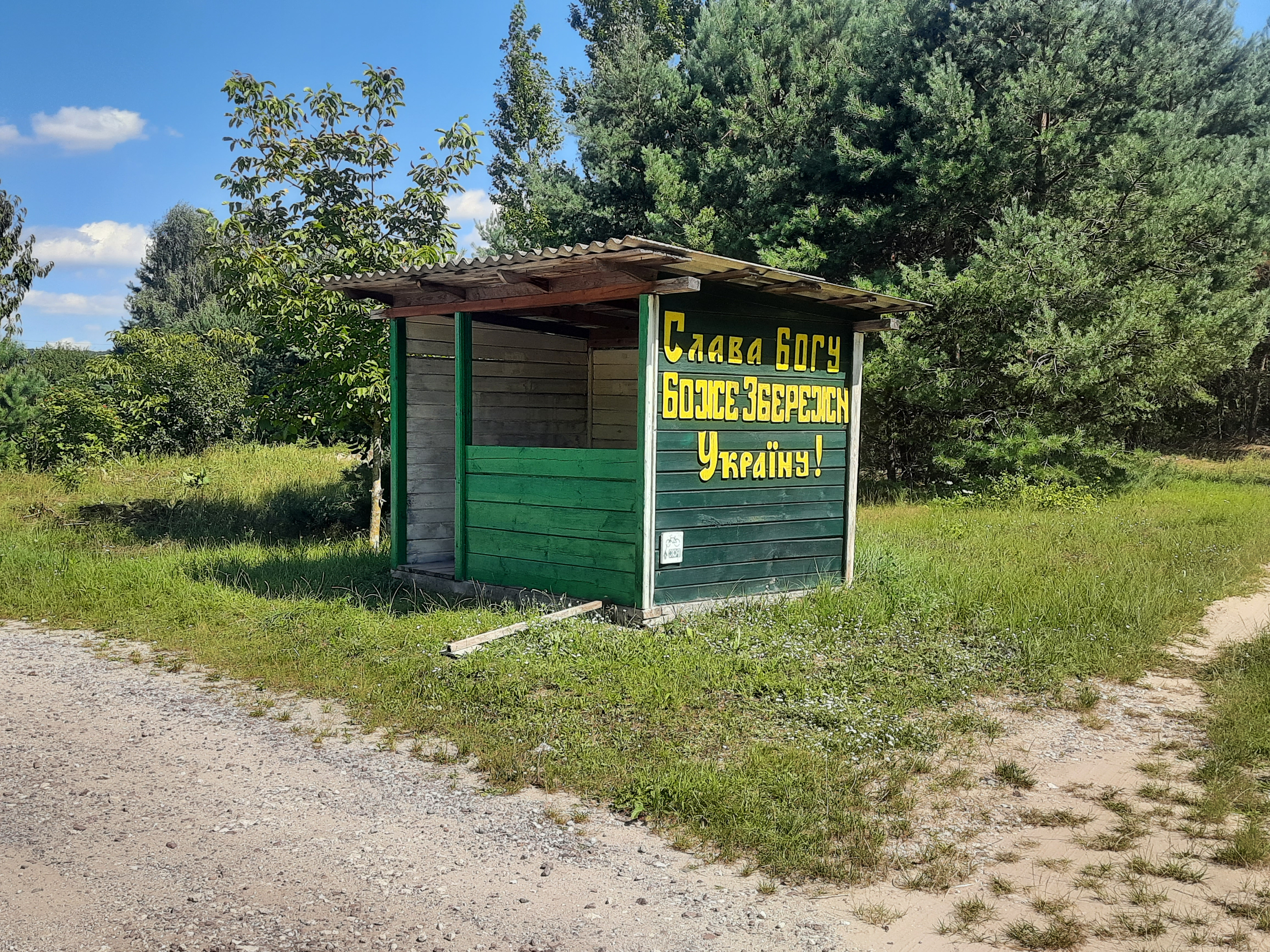
Автобусна зупинка